# Bing Video
Bing Video (in precedenza MSN Video e Live Search Video) è un servizio di ricerca video e parte del motore di ricerca Bing di Microsoft. Il servizio consente agli utenti di cercare e visualizzare video su vari siti web. Bing Video è stato lanciato il 26 settembre 2007 come Live Search Video e rinominato poi Bing Video il 1º giugno 2009.

## Storia
Una prima versione di MSN Video, oggi nota come Bing Video, è stata lanciata nel 2004 da Microsoft come servizio di streaming. Essa era variegata di contenuti, come clip musicali, cortometraggi animati di JibJab, selezioni di IFILM, video virali, contenuti originali, programmi televisivi come Arrested Development - Ti presento i miei e spezzoni di notizie. Inoltre, ha anche ospitato i semifinalisti di Film Your Issue. Reed Smith, caporedattore di MSN Video and Entertainment, ha vinto il premio di Marketer of the Year 2007 dalla Direct Marketing Association, su iniziativa di Microsoft.
Tra il 2007 e il 2008, MSN Video era un sito con contenuti generati dagli utenti. MSN Soapbox era un servizio in fase beta, ad inviti, che faceva parte della famiglia dei prodotti di MSN Video, progettato per contribuire alla crescita del portale di MSN. Nell'agosto 2009 MSN Soapbox è stato chiuso. MSN Video è stato anche il nome di un ex servizio di televisione internet nel Regno Unito, lanciato nel marzo 2010.

## Funzionalità
L'home page di Bing Video consente agli utenti di cercare programmi televisivi, clip musicali, i video più visti sul web, notizie recenti e video sullo sport.
Inoltre, durante la ricerca dei video, Bing Video presenta le seguenti funzionalità:
- Smart Preview, che consente all'utente di visualizzare in anteprima un video passando il mouse sulla sua miniatura. Permette all'utente di guardare immediatamente una breve anteprima del video originale;
- Filtro che filtra i risultati in base alla durata del video;
- Ordinamento che classifica i risultati in base alla pertinenza o alla data;
- View Selection, che consente di passare da una visuale a griglia a una in stile elenco;
- Related People, che suggerisce personaggi famosi tramite le query;
- Bing Video è anche integrato in altri servizi di Bing, tra cui Bing News.

### Contenuti per adulti
La modalità di anteprima di Bing Video può essere utilizzata per l'anteprima di video pornografici. Semplicemente disattivando la ricerca sicura, gli utenti possono cercare e visualizzare video pornografici posizionando il cursore su una thumbnail, poiché il video e l'audio, in alcuni casi, sono memorizzati nella cache del server Microsoft.
Poiché i video vengono riprodotti all'interno di Bing anziché nel sito in cui sono ospitati, i video non sono necessariamente bloccati dai filtri del filtro contenuti. I programmi di monitoraggio progettati per informare i genitori su quali siti i loro figli hanno visitato potrebbero semplicemente segnalare "bing.com" invece del sito che ospita effettivamente il video. La stessa situazione si può dire dei filtri aziendali, molti dei quali sono stati ingannati da questa funzionalità. Gli utenti non devono lasciare il sito di Bing per visualizzare questi video.
Microsoft ha risposto in un post sul blog il 4 giugno 2009, con una soluzione a breve termine. Aggiungendo "&adlt=strict" alla fine di una query, non importa quali siano le impostazioni per quella sessione restituirà risultati come se la ricerca sicura fosse impostata su strict. La query dovrebbe essere simile a questa: https://www.bing.com/videos/search?q=adulttermgoeshere&adlt=strict (maiuscole e minuscole).
Il 12 giugno 2009, Microsoft ha annunciato due cambiamenti riguardanti le funzionalità di Smart Motion Preview e SafeSearch di Bing. Tutti i contenuti potenzialmente espliciti arriveranno da un singolo dominio separato, explicit.bing.net. Inoltre, Bing restituirà anche le informazioni sull'URL di origine nella stringa di query per i contenuti di immagini e video. Entrambe le modifiche consentono sia agli utenti domestici che agli utenti aziendali di filtrare i contenuti per dominio indipendentemente dalle impostazioni di SafeSearch.